# جلسة الاستماع العالمية لليورانيوم
جلسة الاستماع العالمية لليورانيوم هي جلسة عقدت في سالزبورغ بالنمسا في سبتمبر 1992. وشهد متحدثون مناهضون للتكنولوجيا النووية من جميع القارات على المشاكل الصحية والبيئية المتمثلة في تعدين اليورانيوم ومعالجته والطاقة النووية والأسلحة النووية والتجارب النووية والتخلص من النفايات المشعة.

## نبذة
الأشخاص الذين تحدثوا في جلسة استماع عام 1992 هم:
- توماس بانياسيا
- كاتسومي فوريتسو
- مانويل بينو
- فويد ريد كرو

وقالوا إنهم منزعجين بشدة من القنبلتين الذريتين لهيروشيما وناغازاكي وسلطوا الضوء على ما وصفوه بالطبيعة المدمرة المتأصلة لكل مراحل سلسلة الإمدادات النووية.
أشاروا ايضاً إلى الأثر الكارثي لاختبارات الأسلحة النووية في أماكن مثل موقع اختبار نيفادا وبيكيني أتول وإينيويتوك وتاهيتي وآسيا الوسطى. وسلطوا الضوء على خطر التلوث الإشعاعي على جميع الشعوب.